# Печауэр, Аттила
Аттила Печауэр (венг. Petschauer Attila; 14 декабря 1904, Будапешт, Австро-Венгрия, — 30 января 1943, на оккупированной территории УССР) — венгерский спортсмен-фехтовальщик еврейского происхождения, чемпион Олимпиад 1928 и 1932 годов. Во время Второй мировой войны был насильно мобилизован в трудовой батальон и погиб.

## Биография
Начал карьеру спортсмена-фехтовальщика ещё в юности. Наставник назвал его «новым д'Артаньяном». Получил известность в Венгрии как победитель «Турнира памяти героев». С 1925 года выступал в составе венгерской сборной, неоднократно становясь в её составе призёром чемпионатов мира (в 1930 и 1931 годах завоевал золотые медали в командном первенстве). Кроме этого, выигрывал золото и серебро Олимпийских игр.
После завершения спортивной карьеры стал известным журналистом.
Во время Второй мировой войны в знак признания его спортивных заслуг получил от венгерского правительства «охранную грамоту», но несмотря на это, был арестован уличным патрулём и отправлен на территорию Украины так называемый «трудовой батальон».
Ряд источников пишет, что 30 января 1943 года в концлагере Давыдовка на Украине по приказу подполковника Кальмана Чеха фон Сент-Катольны (выступавшего на Олимпийских играх 1928 года в конном спорте) Печауэра заставили раздеться и залезть на дерево, где поливали холодной водой, пока он не замёрз до смерти. Историки Стенге Чаба и Кристиан Унгвари утверждают, что рассказ о гибели в концлагере под пытками — миф, а в реальности Печауэр попал в советский плен, где умер от в госпитале от тифа. Стенге Чаба отмечает, что источник информации о гибели в Давыдовке никогда не был на Дону, само место находится значительно восточнее границы венгерской оккупации и контролировалось Красной армией.
С 1994 года один из его потомков, Ричард Марковиц, проводит в США «Мемориал Аттилы Печауэра».
Многие эпизоды жизни Печауэра были использованы в фильме «Вкус солнечного света» (1999), где роль спортсмена Шорша исполнял Рэйф Файнс.